# Corpuscularia cymbiformis
Corpuscularia cymbiformis är en isörtsväxtart som först beskrevs av Adrian Hardy Haworth, och fick sitt nu gällande namn av Schwant.. Corpuscularia cymbiformis ingår i släktet Corpuscularia, och familjen isörtsväxter. Inga underarter finns listade i Catalogue of Life.